# Prionospio plumosus
Prionospio plumosus är en ringmaskart som först beskrevs av M. Sars in G.O. Sars 1872.  Prionospio plumosus ingår i släktet Prionospio och familjen Spionidae. Inga underarter finns listade i Catalogue of Life.